# Lauritz Andersen Ring
Lauritz Andersen Ring, född 15 augusti 1854 i byn Ring nära Præstö, död 10 september 1933, var en dansk målare.
Rings föräldrar var torpare. Ring sattes i målarlära, blev gesäll och kom sedan till Köpenhamn där han studerade vid Det Kongelige Danske Kunstakademi 1875–1877 och 1884–1885. Bland hans tidigaste verk återfinns Interiör från landet (1880), Julbesök (1882), Potatislandet gräves upp (1883), alla tre i Den Hirschsprungske Samling. 
Rings motivkrets utgjordes av den omgivning där han växt upp. Han skildrade danska bönder med rättfram omedelbarhet, med sanning och karaktär och med en primitivitet i åskådningssätt och äkta känsla. Framställningssättet, till en början ganska torrt, kantigt och färgfattigt, blev med tiden lättare och friare, men de resor till Paris och Italien, som Ring företog, och de förträffliga kopior efter gamla mästare, som han utförde, förmildrade inte hans individualitets styrka. 
Han bytte efternamn 1881 och tog då sitt namn efter födelsebyn Ring på södra Själland. Ring gifte sig 1896 med den danska konstnären Sigrid Kähler. Hon förekommer i flera av hans målningar, till exempel Forår (1895), I havedøren, kunstnerens hustru (1897) och Vid frukostbordet (1898). Han målade även en hel del landskap, till exempel Sommerdag ved Roskilde Fjord (1900) som 2006 blev upptagen i Danmarks kulturkanon.
Ring är synnerligen väl representerad på Statens Museum for Kunst och Den Hirschsprungske Samling. Han är även representerad på Göteborgs konstmuseum och Nationalmuseum i Stockholm.

## Målningar

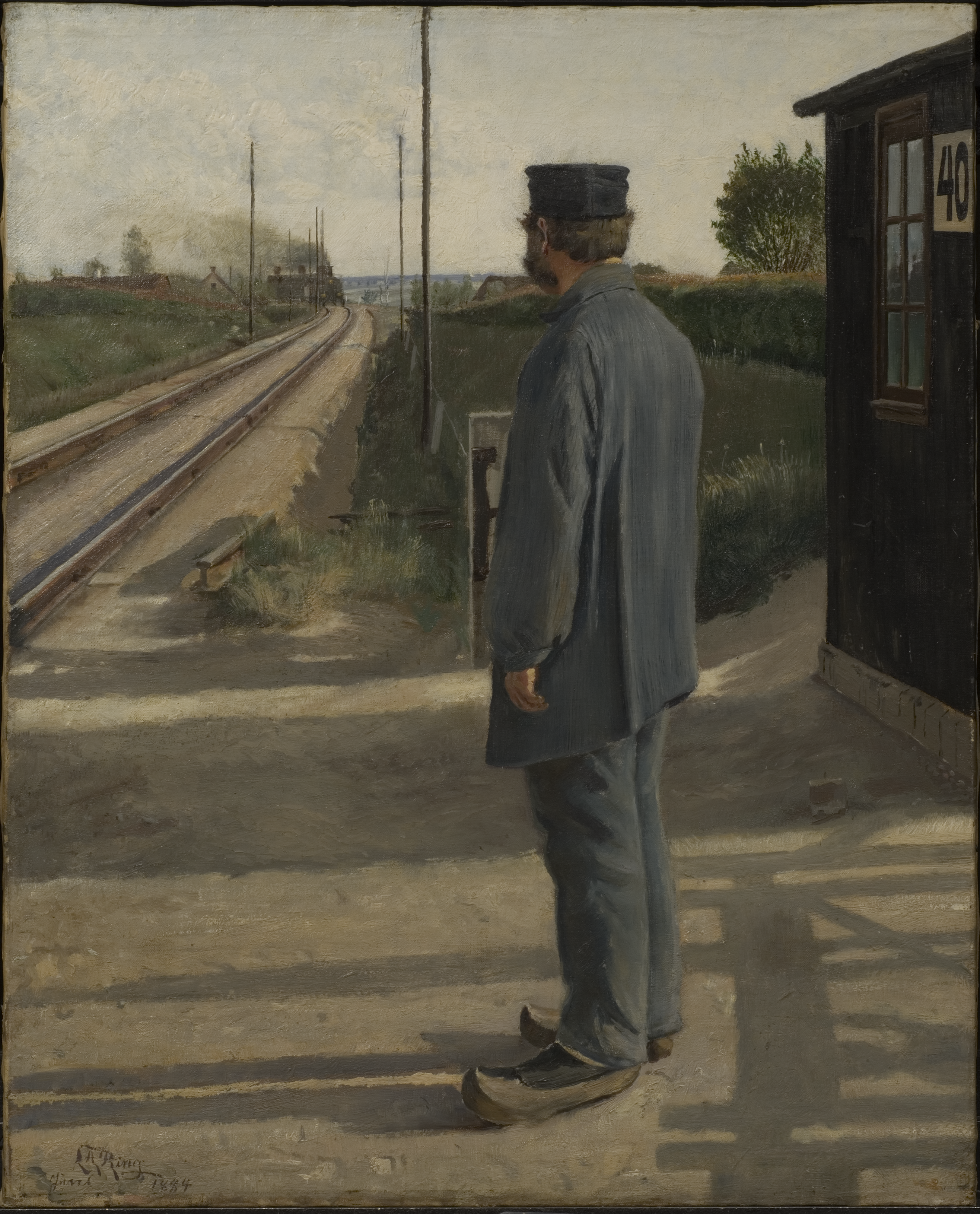
Banvakten (1884), Nationalmuseum.
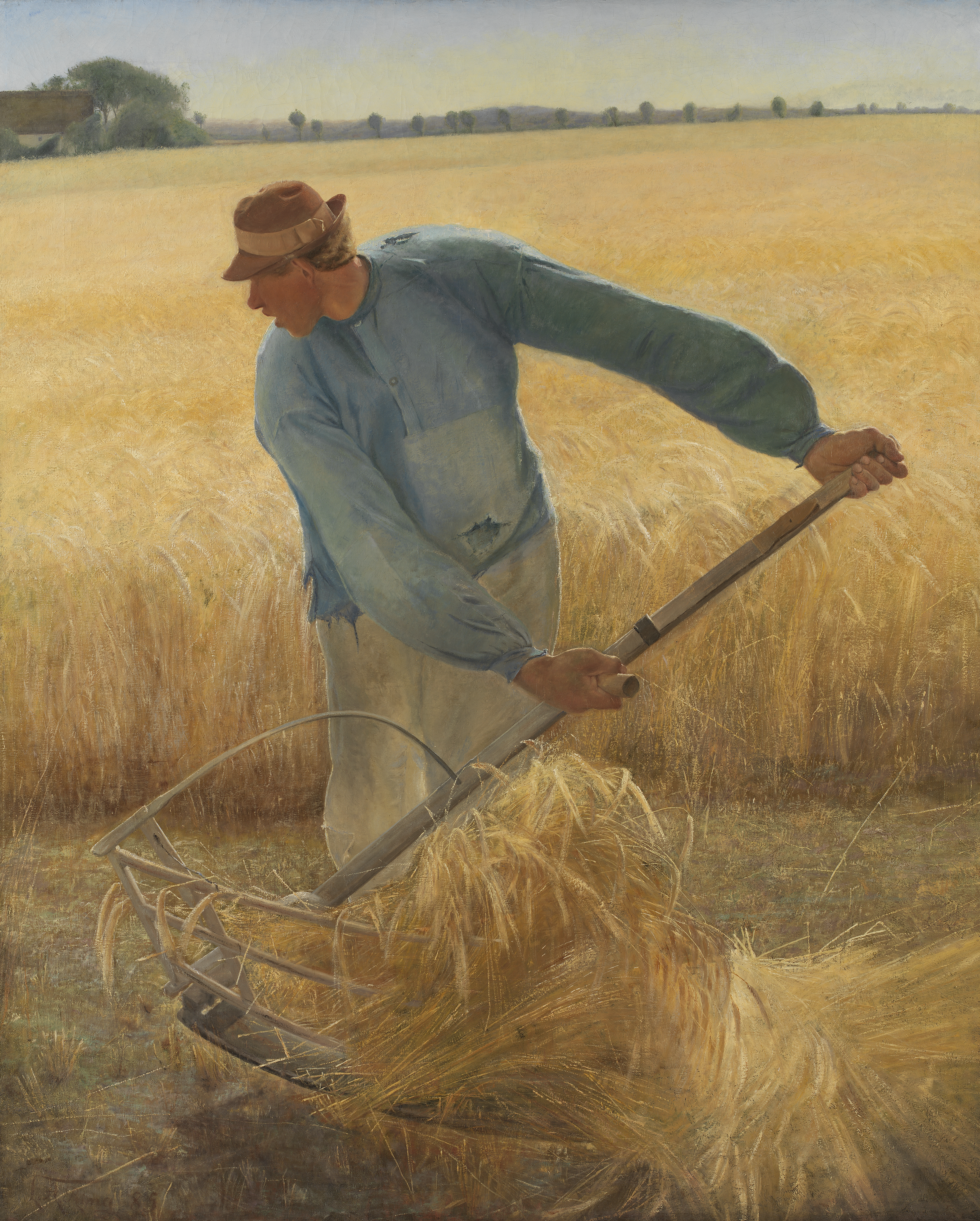
I høst (1885), Statens Museum for Kunst.
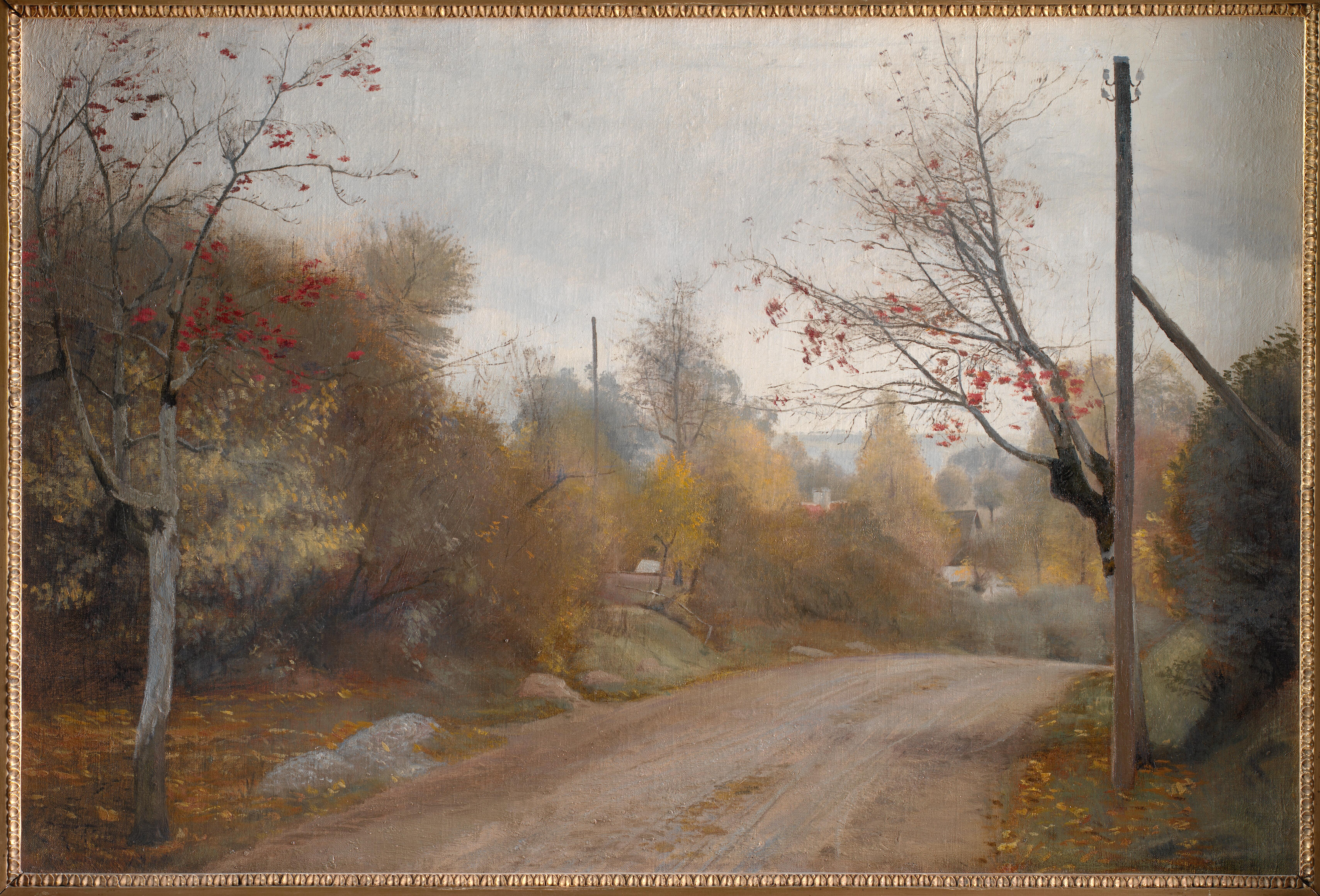
Landsvägen vid Maagenstrup (1888), Statens Museum for Kunst.
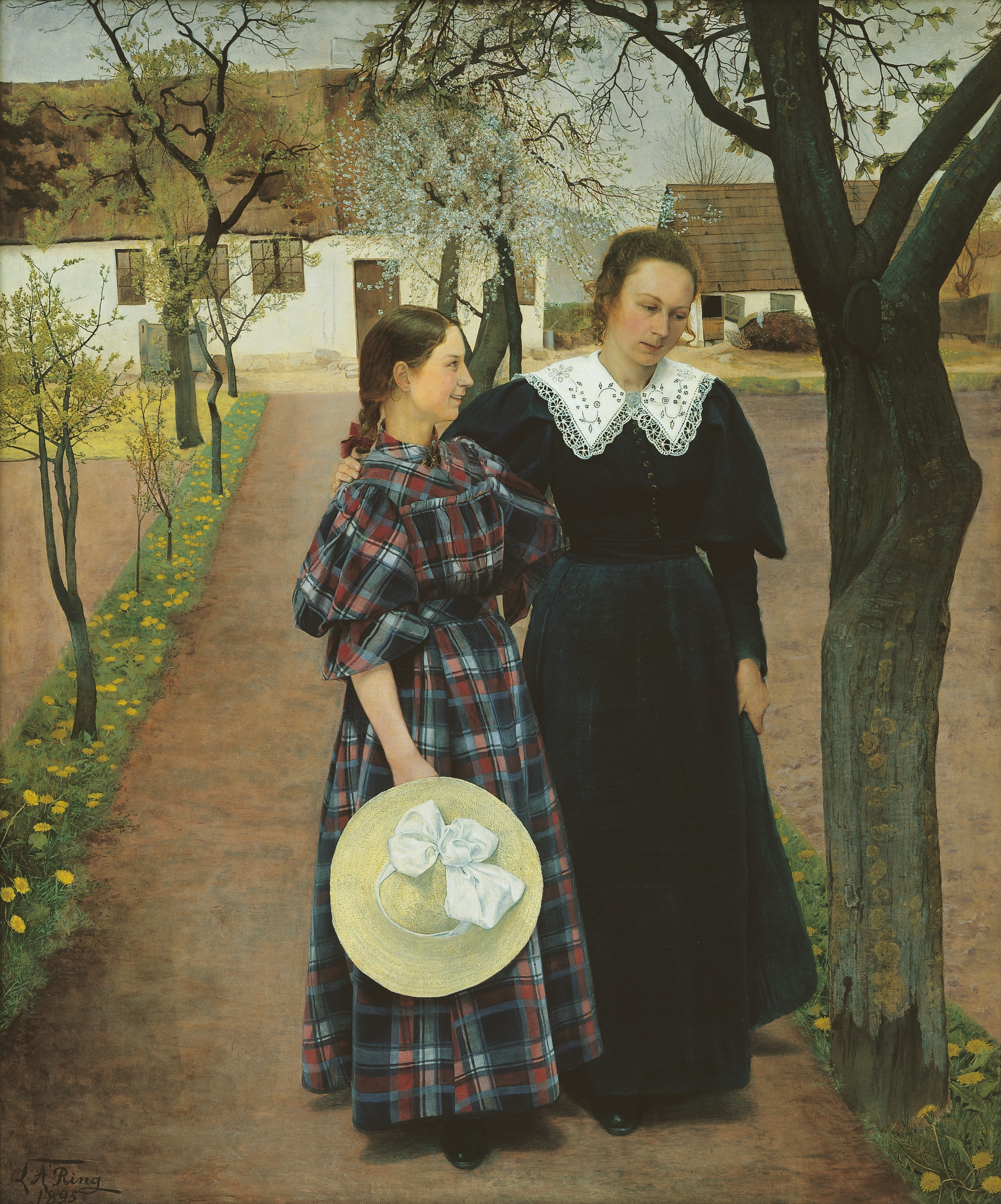
Forår (1895), Den Hirschsprungske Samling.
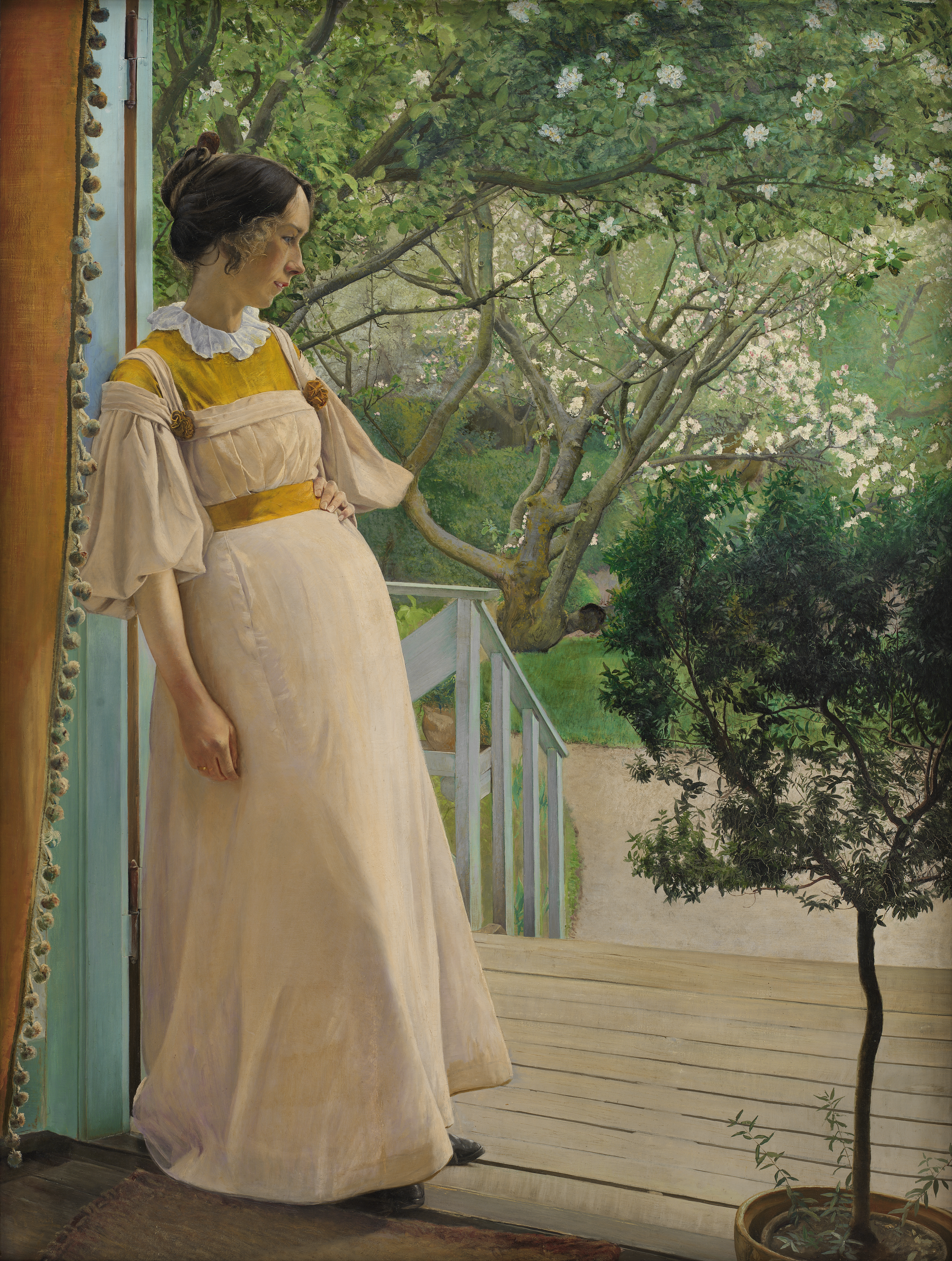
I havedøren. Kunstnerens hustru. (1897), Statens Museum for Kunst.
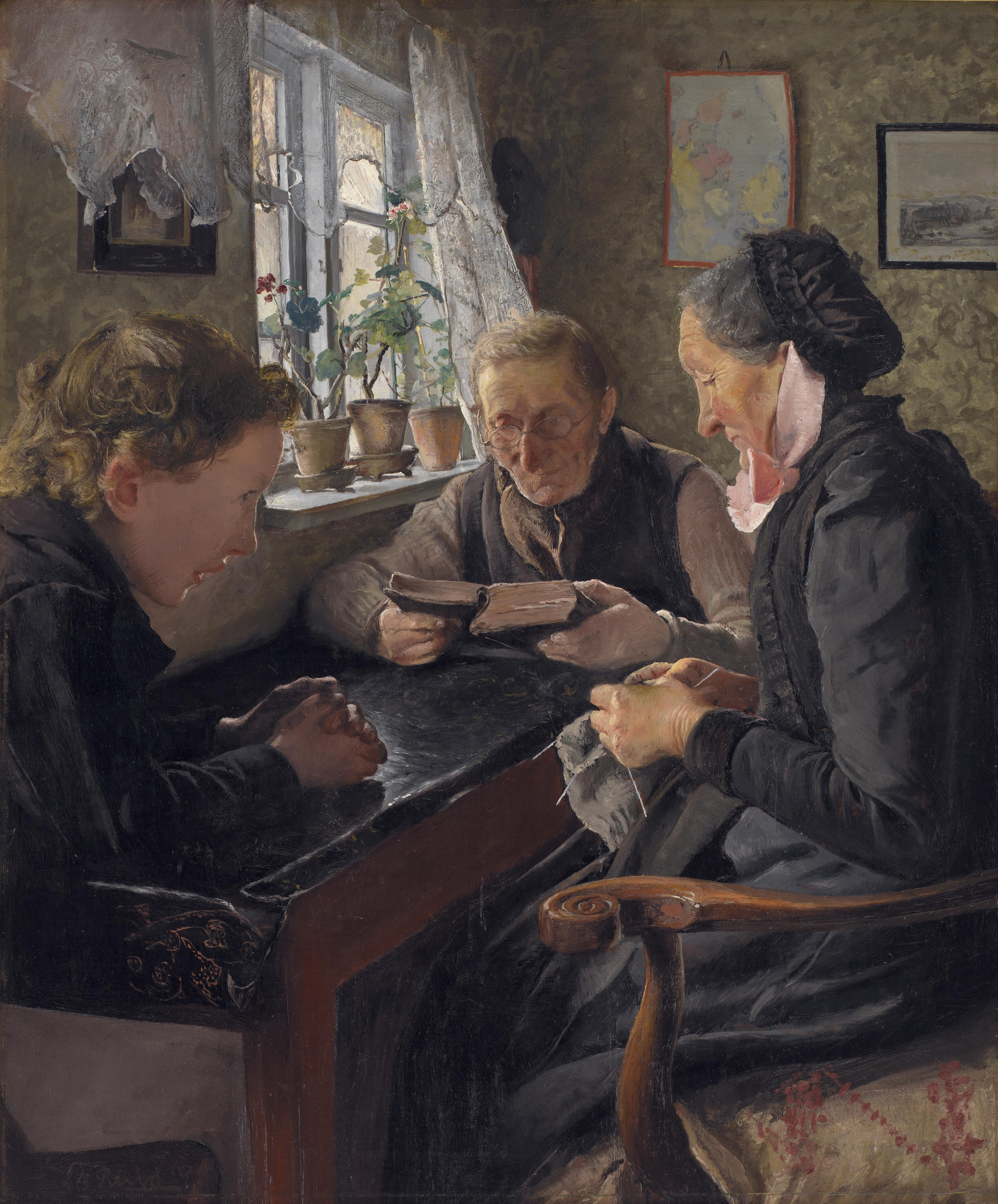
Bedsteforældrenes søndag (1898), Statens Museum for Kunst.
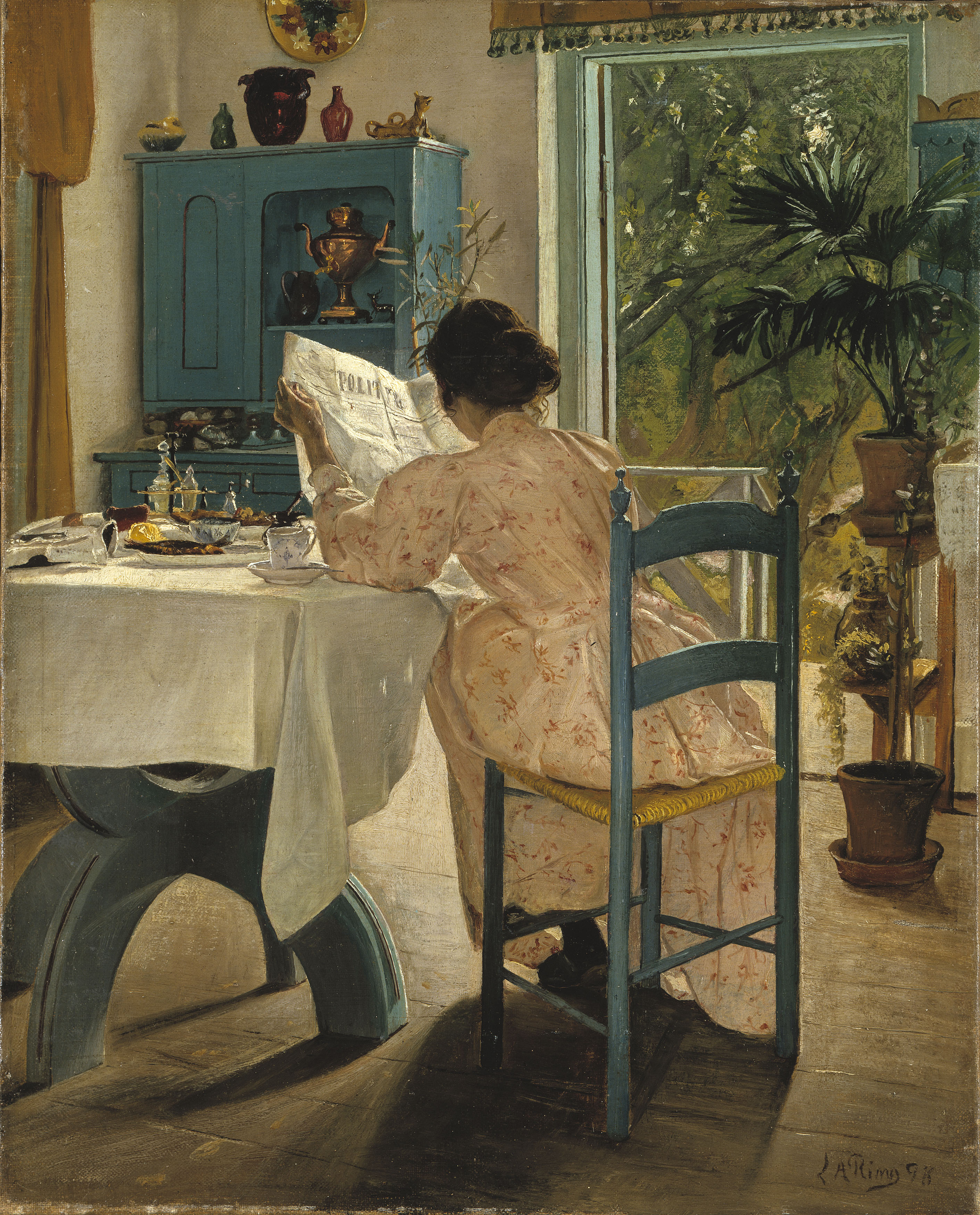
Vid frukostbordet (1898), Nationalmuseum.
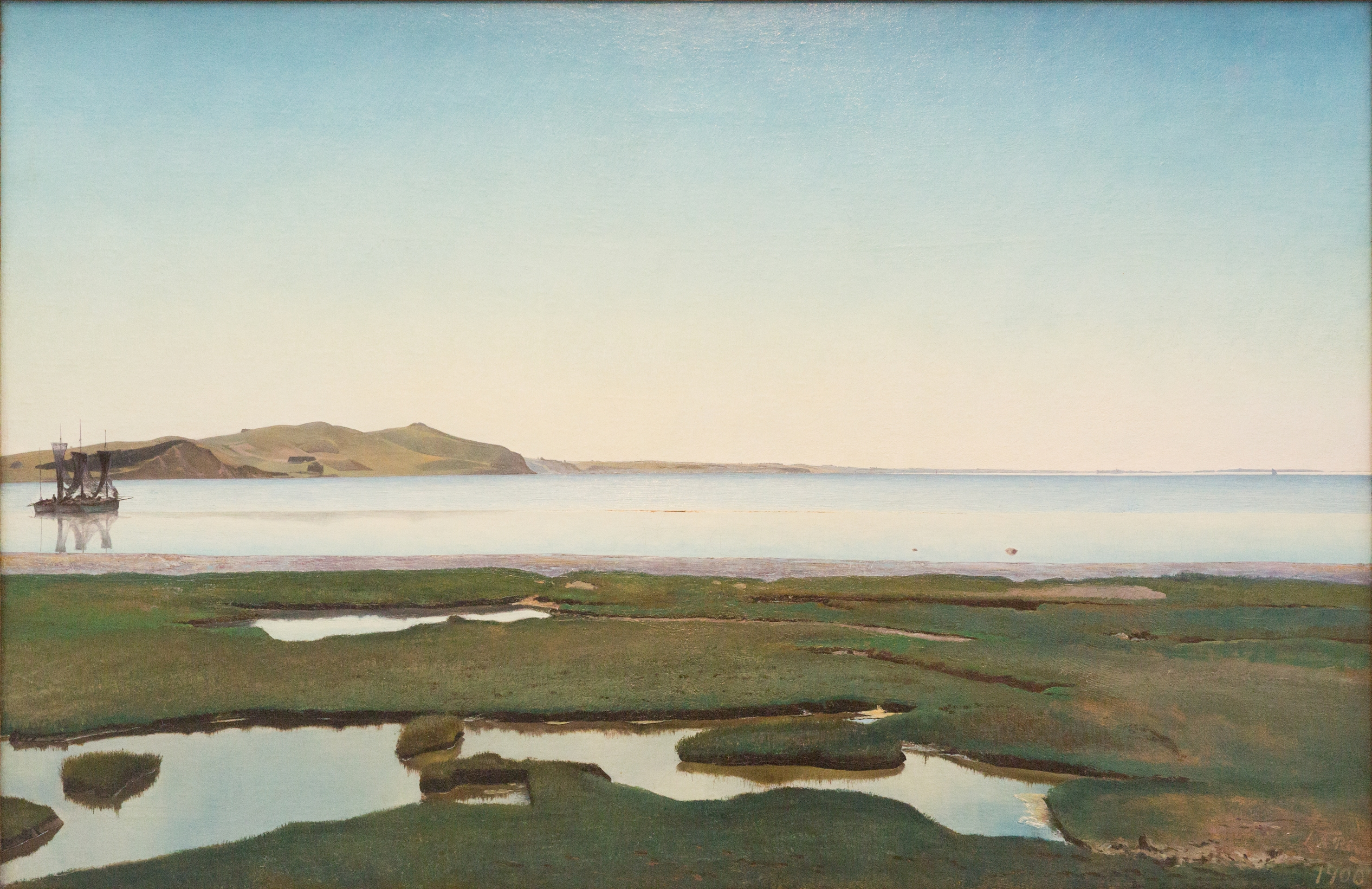
Sommerdag ved Roskilde Fjord (1900), Randers Kunstmuseum.
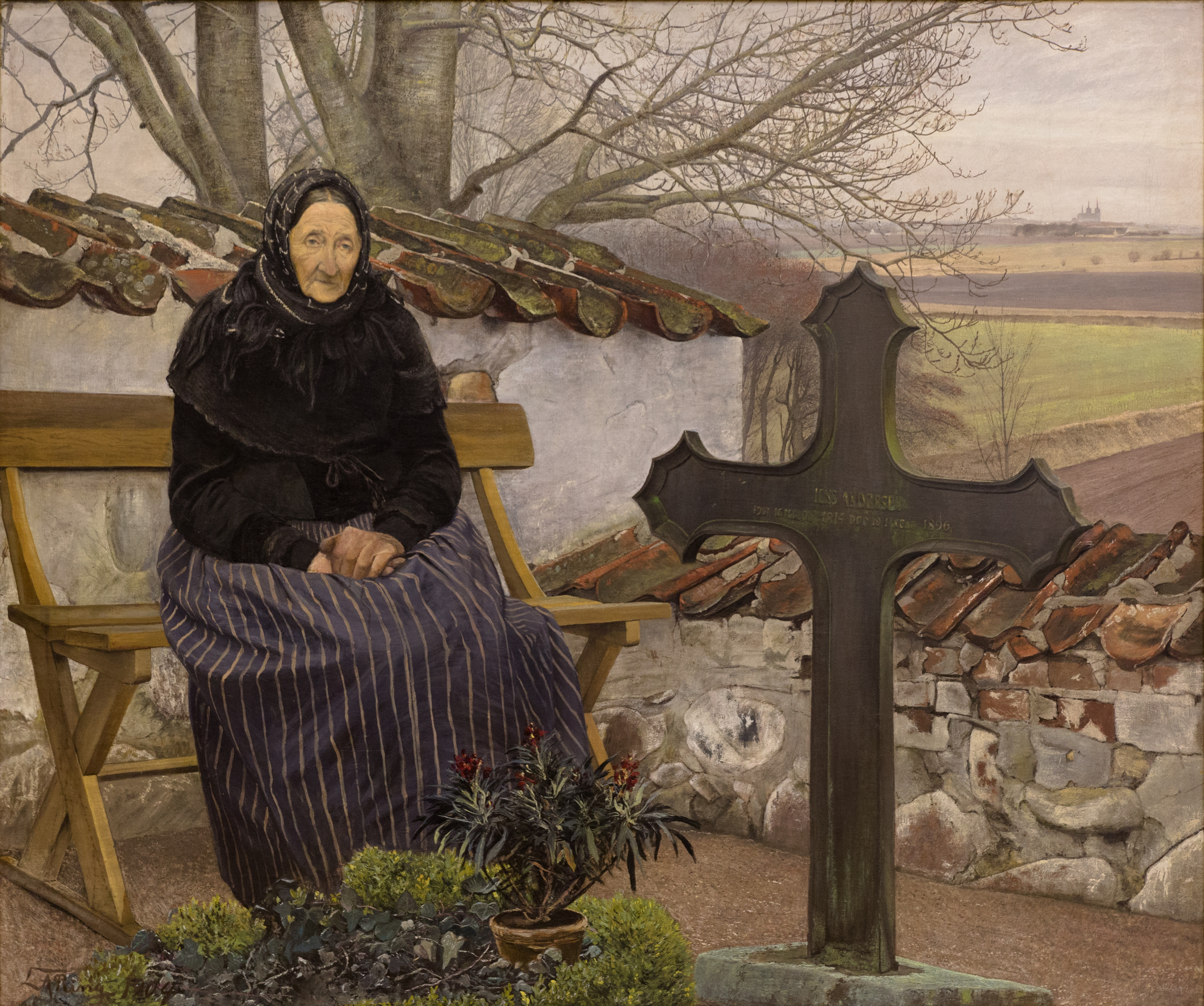
På kirkegården i Fløng (1904), Statens Museum for Kunst.
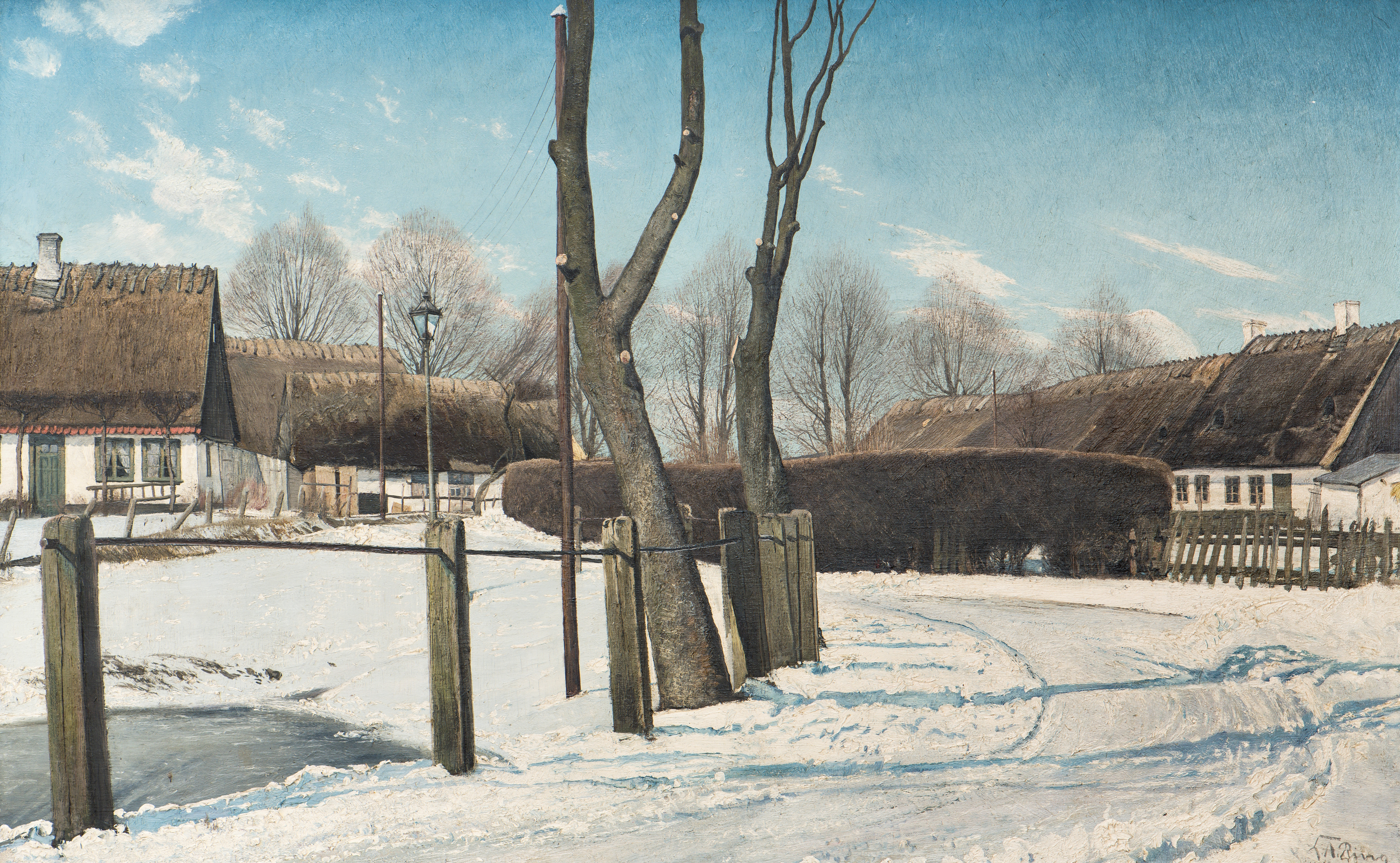
Vinterscenario (1915), Nivaagaards Malerisamling.